# Ordes
|  | Per a altres significats, vegeu «les Ordes». |

Ordes és un municipi a la província de la Corunya a Galícia. Pertany a la comarca d'Ordes. Limita amb els municipis d'Oroso, Tordoia, Cerceda, Carral, Abegondo, Mesía i Frades. És a la conca del riu Tambre.
| 7.260 | 8.205 | 10.450 | 11.076 | 12.287 |
| Fonts: INE i IGE (Els criteris de registre censal variaren i les dades de l'INE i de l'IGE poden no coincidir.) |       |        |        |        |

## Parròquies
| - Ardemil (San Pedro) - Barbeiros (Santa María) - Beán (Santa María) - Buscás (San Paio) - Leira (Santa María) - Lesta (Santo André) - Mercurín (San Clemente) | - Ordes (Santa María) - Parada (Santa Mariña) - Pereira (Santaia) - Poulo (San Xulián) - Santa Cruz de Montaos (Santa Cruz) - Vilamaior (Santiago) |

## Economia
La indústria tèxtil és una de les activitats més puixants; existeixen diverses fàbriques de tèxtil com TMX, Deus o Viriato (la de major tradició), entre d'altres, que a part de les seves pròpies col·leccions, en molts casos subministren roba a El Corte Inglés, Inditex i a diverses empreses de moda espanyoles.